# State of Dogs – Ein Hundeleben
State of Dogs – Ein Hundeleben (mongolischer Originaltitel: Нохойн орон Nochoin oron) ist ein belgisch-mongolischer Film der Regisseure Peter Brosens und Dordschchandyn Törmönch aus dem Jahr 1997. Der auf zahlreichen Festivals ausgezeichnete Film kombiniert Elemente eines Dokumentarfilms mit Stilmitteln eines Filmdramas und stellt anhand einer Fabel um einen erschossenen Straßenhund den mongolischen Volksglauben im postsozialistischen Ulaanbaatar dar.

## Handlung
Basar (Басар) lebt als einer von mehr als 100.000 Straßenhunden in der mongolischen Hauptstadt Ulaanbaatar, bis er von einem Hundefänger, einem einsamen, von der Gesellschaft wegen seiner Tätigkeit geringgeschätzten Mann, erschossen wird. Der Hundefänger fährt Basars Kadaver zur Mülldeponie am Stadtrand.
Basars Geist jedoch streift daraufhin durch die Stadt, während sein lebloser Körper langsam verrottet, und schwelgt in Erinnerung an die Zeiten, als er als Hirtenhund mit den Nomaden in der Steppe lebte, und wie er sich als einsamer Streuner in der Stadt durchs Leben kämpfte. Schließlich fällt für einen Moment die Finsternis über die Stadt herein, als der Drache Rah die Sonne verschlingt, doch kehrt die Sonne bald wieder zurück, und Basar findet eine schwangere Frau, als deren Kind er – so deutet es der Erzähler an – wiedergeboren wird.
Die aus mehreren Episoden bestehende Rahmenhandlung um Basar wird von einem Erzähler (Bandsaryn Damtschaa) mittels Voiceover zusammengehalten. Unterbrochen und ergänzt wird diese Geschichte unter anderem mit Aufnahmen von Gedichtrezitationen, der Sonnenfinsternis vom 9. März 1997 und einer Kontorsionistin in der Steppe.

## Hintergrund

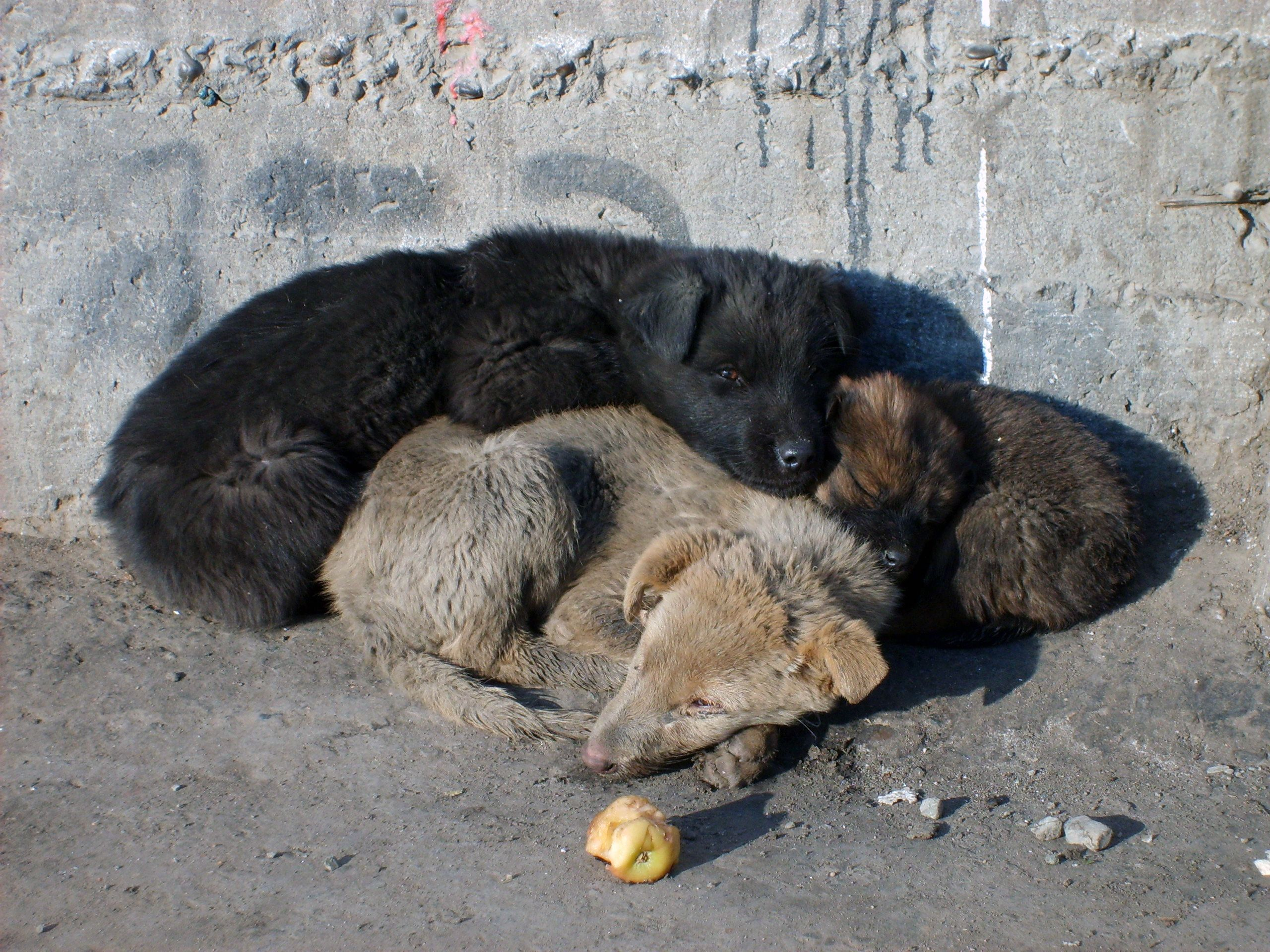
Junge Straßenhunde in Ulaanbaatar

Zur Zeit des Filmdrehs lebten in Ulaanbaatar etwa 800.000 Menschen. Zudem wurde die Stadt von 120.000 Straßenhunden bevölkert, gegen die die städtischen Behörden vorzugehen versuchten, indem sie Hundefänger mit guten Löhnen rekrutierten. Die Einwohner der Stadt lehnten dieses Vorgehen jedoch weitgehend ab, gilt für sie das Töten eines Tieres doch als böse Tat, und letztlich kann dem mongolischen Volksglauben zufolge ein Hund in seinem nächsten Leben als Mensch wiedergeboren werden. Dieses Spannungsmoment ist in State of Dogs – Ein Hundeleben mit dem Mythos um den unsterblichen Drachen Rah, der die Sonne verschlang und nach Protesten der Menschen wieder ausspuckte, und ethnographischen Bildern aus Stadt und Land verwoben.

## Produktion
Peter Brosens war 1993 ein erstes Mal in der Mongolei, um von den ersten freien Wahlen zu berichten, und produzierte bei dieser Gelegenheit den Film City of the Steppes. Schon bei diesem Aufenthalt fiel ihm die Menge an Streunern in der mongolischen Hauptstadt ins Auge. Mit Poets of Mongolia (1999) brachte Brosens auch noch einen dritten Dokumentarfilm über die Mongolei heraus.
Der 35-mm-Farbfilm entstand unter Beteiligung und mit Unterstützung zahlreicher europäischer Produktionsfirmen und Filminstitute, darunter ZDF, Arte, Det Danske Filminstitut und Eurimages. Gedreht wurde der Film in Ulaanbaatar und in der nördlichen Mongolei. State of Dogs – Ein Hundeleben ist Brosens erste Dokumentation in Spielfilmlänge und Törmönchs Debüt als (Ko-)Regisseur und Drehbuchautor.
State of Dogs – Ein Hundeleben wird unter anderem von der Internet Movie Database trotz zahlreicher Elemente eines Filmdramas als Dokumentarfilm gelistet. Die Darsteller im Film sind keine Schauspieler, die meisten Szenen im Film, darunter auch die mit dem Hundefänger, sind authentische Aufnahmen.
Die Erstaufführung in Deutschland erfolgte am 17. März 1999 auf Arte.

## Rezeption
“The combination of a Belgian documentary sensibility and a Mongolian interest in fable and legend gives ‘State of Dogs’ a unique vision” (deutsch: „Die Kombination der Sensibilität einer belgischen Dokumentation und des mongolischen Interesses an Fabeln und Legenden gibt ‘State of Dogs’ einen einzigartigen Blick“), schrieb David Stratton in seiner Kritik im Magazin Variety. Der Film sei, so Stratton, eine “at times astonishing mixture of travelogue and mysticism […] beautiful, haunting and distressing” (deutsch: „zeitweise erstaunliche Mixtur aus Reisebericht und Mystizismus […] schön, packend und erschreckend“).

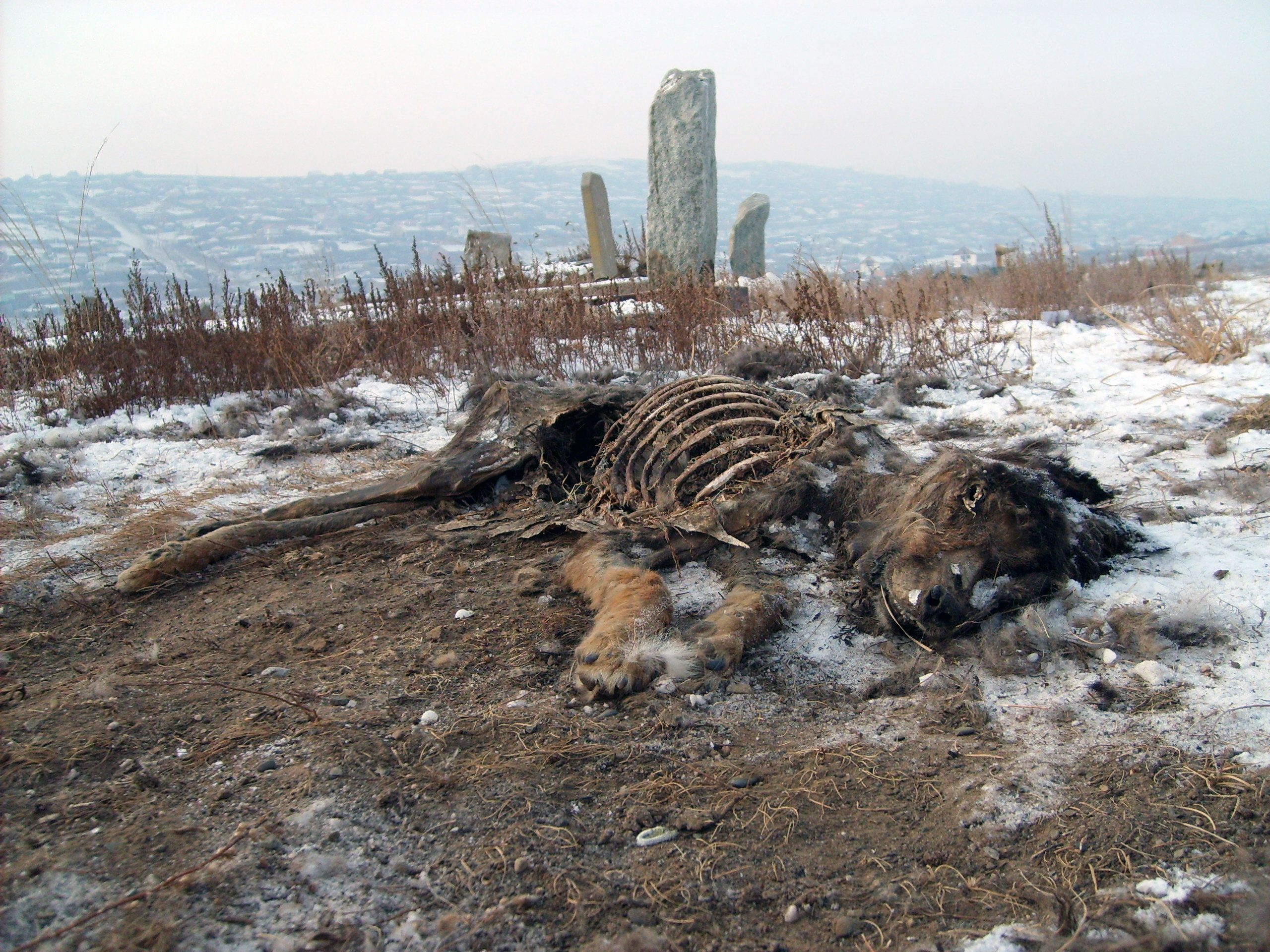
Verwesender Hundekadaver, hier auf einem Friedhof in Ulaanbaatar, für Piet Goethals im Film wie willkürlich platzierte Skulpturen in der urbanen Landschaft erscheinend

Auch in anderen Rezensionen wurde die stilistische Vielfalt und die Schwierigkeit, den Film einer Gattung zuzuordnen, betont, so wurde der Film auch als “astonishing mix of personal journey and social commentary” (deutsch: „erstaunliche Mischung aus persönlicher Reise und sozialem Kommentar“) beschrieben, David Dalgleish bezeichnete den Film als “peculiar hybrid, a patchwork of documentary and fiction, travelogue and animal fable, mysticism and social realism” (deutsch: „sonderbare Hybride, ein Flickwerk aus Dokumentation und Fiktion, Reisebericht und Tierfabel, Mystizismus und sozialem Realismus“). Manches im Film verarbeitete Material, so Dalgleish, der insbesondere die Kameraführung und das Sounddesign pries, hätte in einem strukturierteren Format keinen Platz, doch würden gerade diese Szenen den „gemächlichen, unaufdringlichen Film“ so ansprechend machen. State of Dogs – Ein Hundeleben sei ein außergewöhnlicher Film, und seine Reize seien nicht die eines gewöhnlichen Films. Ähnlich schrieb Leah Kohlenberg in ihrer Rezension für das Time Magazine, State of Dogs – Ein Hundeleben trotze einer Standard-Klassifizierung und sei “an ambitious effort that isn’t always easy to follow on screen. Yet there is something arresting about this small gem of a film” (deutsch: „ein ehrgeiziger Versuch, dem an der Leinwand zu folgen nicht immer einfach ist. Doch gibt es etwas Fesselndes an diesem kleinen Juwel eines Films.“) Auch für asiaexpress ist State of Dogs – Ein Hundeleben ein außergewöhnlicher Film, „sicher“ der beste aus der postkommunistischen Mongolei, profund, nachdenklich, hochspirituell, nahezu mystisch, langsam aber nie langweilig.
Anat Pick analysierte State of Dogs – Ein Hundeleben als ethnographischen Film, in dem drei Dimensionen oder Perspektiven miteinander verwoben seien: die menschliche der Bewohner der Stadt, die tierische von Basar und die kosmologische Ordnung. Der Film bette den kahlen Realismus der menschlichen Geschichte in den Mystizismus und die Poesie Basars wandernder Seele ein. Auf asiaexpress wird Basars Wiedergeburt als Metapher auf den menschlichen Zustand interpretiert, in dem alles fließt und in Bewegung ist.
Meinte van Egmond nannte den Film eine zeitgenössische mythische Parabel, die über das mongolische Leben reflektiere. Einen deutlichen Schritt weiter in seiner Interpretation für die Folha de S. Paulo ging Alvaro Machado, der Basars Weigerung, sich seinem Schicksal hinzugeben und als Mensch wiedergeboren zu werden, auf die kulturelle Verschandelung und Verarmung der Mongolei, auf ihre „Modernisierung“ und Einbettung in die globalisierte Wirtschaft ab dem Ende der 1980er-Jahre bezieht und die Tötung der Straßenhunde auf die Exekution von Hirten in der Mongolei der 1940er-Jahre, deren Lebensstil nicht dem Modell der „Entwicklung“ entsprochen hatte.

## Auszeichnungen
Die Regisseure Peter Brosens und Dordschchandyn Törmönch erhielten für State of Dogs – Ein Hundeleben zahlreiche Nominierungen auf Festivals in verschiedenen Ländern und wurden unter anderem mit folgenden Preisen ausgezeichnet:
São Paulo International Film Festival 1998
- Kritikerpreis

Message to Man – International Documentary, Short & Animated Film Festival 1998
- Spezialpreis der Jury

Visions du Réel 1998
- Grand Prix

Molodist 1999
- Preis für den besten Dokumentarfilm
- Don Quixote Award

MediaWave International Festival of Visual Arts 1999
- Jury-Award für das beste Drehbuch

Gavà International Environmental Film Festival 1999
- Preis für den besten Spielfilm